# Кирн—Брисел—Кирн 2021.
Кирн—Брисел—Кирн 2021. било је 73. издање једнодневне бициклистичке трке — Кирн—Брисел—Кирна. Одржана је 28. фебруара 2021. године, у белгијском региону Фландрија, као 13 трка у  Европа туру и осма трка у  про серији 2021. Рангирана је као 1.про трка, што је други степен  класификације трка, иза ворлд тур трка, због чега је учешће ворлд тур тимова било ограничено на 70%. Одржана је дан након ворлд тур трке — Омлоп хет Нијувсблада, са којом чини викенд отварања и означава почетак прољећних класика.
Укупна дужина је износила 197 km. Старт је био у Кирну, након чега се ишло пут Брисела, до града Нинове, гдје су вожене четири секције калдрме и 12 калдрмисаних успона, од којих су најтежи били Мон сен Лорен, Канариберг, Кројсберг, Коте ди Тре и Ауде Кваремонт, који се на Ронде ван Фландерену вози три пута. Од Ниновеа, ишло се назад, вожена су два круга у Кортрајку и Кирну, гдје је био циљ, а последњих 50  вожено је по равном.
Бранилац титуле био је Каспер Асгрен, који је на трци 2020. побиједио три секунде испред главне групе, коју је одспринтао Ђакомо Ницоло. Највећи фаворити били су Метју ван дер Пул, Каспер Асгрен, Арно Демар, Александер Кристоф и Мадс Педерсен, док Ваут ван Арт и Жилијен Алафилип нису возили.
Ван дер Пул и Хонатан Нарваез су напали на 83 km до циља, након чега су достигли три возача који су раније били у бијегу, али су достигнути на 1,5 km до циља; у групном спринту, Педерсен је побиједио испред Ентонија Тиржиса и Тома Пидкока. На циљ је стигла група од 30 возача, што је било трећи пут за седам година да је побједник одлучен у спринту велике групе.

## Позадина
Трка 2021. било је 73. издање Кирн—Брисел—Кирна, која је одржана 28. фебруара 2021. године као 13 трка у  Европа туру и осма трка у  про серији. Рангирана је као 1.про трка, што је други степен  класификације трка, иза ворлд тур трка, због чега је учешће ворлд тур тимова било ограничено на 70%. Заједно са трком Омлоп хет Нијувсблад чини викенд отварања и означава почетак прољећних класика.
Најтежи успони били су Мон сен Лорен, Канариберг, Кројсберг, Коте ди Тре и Ауде Кваремонт, који се на Ронде ван Фландерену вози три пута.

## Рута
Укупна дужина трке била је 197 km. Старт је био на хиподрому у Кирну, у јужном дијелу Западне Фландрије, послије чега се ишло на исток, пут Брисела, али се у граду Нинове, удаљеном 23 km од Брисела, правио круг и ишло се назад. У финишу, вожена су два круга у Кортрајку и Кирну, гдје је био циљ.
Након 16 km, вожен је први успон — Тигемберг, дуг 750 метара, са просјечним нагибом од 5,6% и максималним нагибом од 9%. Послије 16 km по равном, вожен је успон Волкегемберг, дуг 1 km, са просјечним нагибом од 5% и максималним нагибом од 12%, а само последњих 200 метара успона је калдрмисано. Наредних 20 km вожено је кроз Бракел, са два мања успона која нису категорисана, а на 161 km до циља, вожена је прва секција калдрме — Холевег, дуга 1,5 km. На 148 km до циља вожена је друга секција калдрме — Бонтестрат, дуга 700 метара, након чега је, на 141 km до циља, вожен успон Бумбек, дуг 1,2 km, са просјечним нагибом од 5% и максималним нагибом од 7%.
На 126 km до циља, вожена је трећа секција калдрме — Гитерајстрат, дуга 300 метара, док је два километра касније вожен успон Босенарстрат, дуг 1,3 km, са просјечним нагибом од 5,6% и максималним нагибом од 9%. Након успона настављено је да се вози узбрдо, а затим је услиједио спуст до Ронса, гдје је била зона за узимање музета са храном од чланова тима који су ту били распоређени. На 106 km до циља вожен је успон Мон сен Лорен, дуг 1,4 km, са просјечним нагибом од 6,7% и максималним нагибом од 9%, након чега је вожен спуст и неколико секција узбрдо—низбрдо, а на 92 km до циља вожен је успон Ла Хауп, дуг 1,6 km, са просјечним нагибом од 6,2% и максималним нагибом од 11,1%.
Пет километара након Хаупа, на 87 km до циља, вожен је успон Канариберг дуг 1 km, са просјечним нагибом од 7,7% и максималним нагибом од 14%. Послије 5 km спуста, у размаку од четири километра вожена су два успона: Кројсберг дуг 800 метара, са просјечним нагибом од 6% уз максимални нагиб од 9,8%, а затим и најдужи успон у Фландрији — Хотонд, дуг 2,7 km, са просјечним нагибом од 4% и максималним нагибом од 8%. На 69 km до циља вожен је десети успон — Коте ди Тре, дуг 1,1 , са просјечним нагибом од 8% и максималним нагибом од 13%.
На 59 km до циља вожен је Ауде Кваремонт, дуг 2,2 km, са просјечним нагибом од 4,2% и максималним нагибом од 12%. Успон се вози три пута на Ронде ван Фландерену, као и на бројним другим тркама, а 2020. године изабран је као најбољи успон од свих успона на тркама у Фландрији, од стране навијача. На 54 km до циља, вожен је последњи успон — Клојсберг, дуг 1,1 , са просјечним нагибом од 6% и максималним нагибом од 11%. Након врха Клојсберга, имало је неколико секција узбрдо, али није било класификованих успона. Последњих 50  вожено је по равном, док је на 35 km до циља вожена последња секција калдрме — Бербострат, дуга 500 метара. У финишу вожена су два круга у Кортрајку и Кирну, укупне дужине од 18 km, док је циљ био у Кирну, након другог проласка.
Пошто је последњи успон вожен на 53 km до циља, очекивао се групни спринт, а трка је позната као „спринтерски класик“.

### Секције калдрме
| Бр. | Име          | Дужина (km) | Дужина од (km) | Дужина од (km) |
| Бр. | Име          | Дужина (km) | Почетак (km)   | До циља (km)   |
| --- | ------------ | ----------- | -------------- | -------------- |
| 1.  | Холовег      | 1,5         | 36             | 161            |
| 2.  | Бонтестрат   | 0,7         | 49             | 148            |
| 3.  | Гитерајстрат | 0,3         | 99             | 98             |
| 4.  | Бербострат   | 0,5         | 192            | 35             |

### Успони
| Бр. | Име            | Дужина (km) | Просјечни нагиб (%) | Максимални нагиб (%) | Дужина од (km) | Дужина од (km) |
| Бр. | Име            | Дужина (km) | Просјечни нагиб (%) | Максимални нагиб (%) | Почетак (km)   | До циља (km)   |
| --- | -------------- | ----------- | ------------------- | -------------------- | -------------- | -------------- |
| 1.  | Тигемберг      | 0,7         | 5,6                 | 9                    | 17             | 180            |
| 2.  | Волкегемберг   | 1           | 5                   | 12                   | 35             | 162            |
| 3.  | Бумбек         | 1,2         | 5                   | 7                    | 57             | 140            |
| 4.  | Босенарстрат   | 0,7         | 6,1                 | 14                   | 73             | 124            |
| 5.  | Мон сен Лорен  | 1,4         | 6,7                 | 9                    | 90             | 107            |
| 6.  | Ла Хуп         | 1,6         | 6,2                 | 11,1                 | 104            | 93             |
| 7.  | Канариберг     | 1           | 7,7                 | 14                   | 110            | 87             |
| 8.  | Кројсберг      | 0,8         | 6                   | 9,8                  | 117            | 80             |
| 9.  | Хотонд         | 2,7         | 4                   | 8                    | 119            | 78             |
| 10. | Коте ди Тре    | 1,1         | 8                   | 13                   | 127            | 70             |
| 11. | Ауде Кваремонт | 2,2         | 4,2                 | 12                   | 137            | 60             |
| 12. | Клојсберг      | 11          | 6                   | 11                   | 143            | 54             |

## Тимови
На трци је учествовало 25 тимова и укупно 174 возача; сви тимови су учествовали са по седам возача осим Трек—сегафредо, који је учествовао са шест возача јер се Чарли Квартерман повриједио дан раније, на Омлоп хет Нијувсбладу и није могао да вози трку.
Пошто је трка била класификована као 1.Про, учествовало је 17 ворлд тур тимова; једини ворлд тур тимови који нису учествовали су Јумбо—визма и Мовистар, одлуком организатора. Побједник про тура за претходну годину, имао је аутоматску позивницу за све ворлд тур трке, као и за све про трке, док је другопласирани из про тура имао аутоматску позивницу за све једнодневне ворлд тур и про трке, а организатори — Sportingclub Kuurne, додијелили су шест вајлд кард позивница. По правилу из 2019. најбољи про тур тим у рангирању има загарантовано учешће на свакој ворлд тур и про тур трци наредне сезоне; најбољи про тур тим у сезони 2020. био је Алпесин—феникс, који је, такође, завршио на 12 мјесту у свјетском поретку тимова. Другопласирани тим из про тура 2020. — Аркеа—самсик, такође има аутоматску позивницу за класике, док су шест вајлд кард позивница добили Бенгол ВБ, Спорт Фландерен—белоис, Тотал директ енержи, ББ хотел—Витал консепт, Вини забу—брадо—КТМ и Уно—Х про сајклинг.
UCI ворлд тур тимови:
| - АГ2Р ситроен - Астана премијер тех - Бајк ексчејнџ - Бахреин–викторијус - Бора–ханзгро - Групама—ФДЈ - Декунинк—Квик-степ - ДСМ - ЕФ едукејшен—нипо | - Израел старт ап нејшон - Инеос гренадирс - Интермарш—ванти—гобер материокс - Кофидис - Кубека асос - Лото–судал - Трек–сегафредо - УАЕ тим Емирејтс |

UCI про тур тимови:
| - Алпесин—феникс - Аркеа—самсик - ББ хотел—Витал консепт - Бенгол ВБ | - Вини забу—брадо—КТМ - Спорт Фландерен—белоис - Тотал директ енержи - Уно—Х про сајклинг |

## Фаворити
Највећи фаворити били су Метју ван дер Пул, Арно Демар и тим Декунинк—Квик-степ, који је побиједио на трци у последње двије године. Ван дер Пул је освојио Ронде ван Фландерен 2020. године, када је заједно са Ван Артом и Жилијеном Алафилипом напао на 35 km до циља. Неколико дана прије трке морао је да напусти УАЕ тур са тимом Алпесин—феникс, због позитивних резултата на ковид 19, али је био негативан на тесту, због чега је могао да се врати у Холандију. Одлучио је да пропусти Омлоп, на којем је лидер био Јаспер Филипсен и фокусирао се на Кирн, гдје је возио и Тим Мерлије као опција за спринт. Ван Арт, који је 2020. освојио Милано—Санремо и Страде Бјанке, док је завршио Ронде ван Фландерен на другом мјесту, одлучио је да прескочи викенд отварања 2021. и да сезону почне на Страде Бјанкеу. Алафилип, који је био први фаворит на Омлопу, гдје је био у нападу до финиша, одлучио је да прескочи Кирн, гдје су Квик-степ предводили побједник трке 2020. — Каспер Асгрен и побједник Омлопа 2019. — Здењек Штибар, а возили су још Ив Лампар, Алваро Одег, Штајн Стилс, Јаник Стелме и Берт ван Лерберге.
Пошто се очекивао групни спринт велики фаворити су били Арно Демар, Александер Кристоф, Сони Колбрели и Мадс Педерсен, док су остали фаворити били: Јаспер Стојвен, Оливер Насен, Матео Трентин, Тиш Бенот, Грег ван Авермат, Том Пидкок, Дилан Тунс, Стефан Кинг, Сеп Ванмарке, Тим Веленс и Серен Краг Андерсен. Веленс је завршио Омлоп на трећем мјесту 2019. године, док је на почетку 2021. освојио трку Етоил де Бесеж, након чега се повукао са Тур де ла Провенсе како би се припремио за класике, а Омлоп 2021. завршио је на 24 мјесту. На Кирну, био је лидер тима заједно са Џоном Дегенколбом, који је освојио Париз—Рубе и Милано—Санремо 2015, а Омлоп 2021. није возио. Краг Андерсен је побиједио на двије етапе на Тур де Франсу 2020. године, док је Омлоп завршио на 23 мјесту. На Кирну, био је лидер тима ДСМ заједно са Бенотом и Каспером Педерсеном, а спортски директор — Марк Реф, изјавио је да је циљ да њих тројица буду у водећој групи у завршници како би тим имао више опција и остварио добар резултат. Стојвен и Мадс Педерсен су предводили Трек—сегафредо, а 2020. освојили су по један калдрмисани класик. Стојвен је освојио Омлоп 2020. а исте године је Кирн завршио на петом мјесту, након што га је освојио 2016. године, док је Омлоп 2021. завршио на 83 мјесту, три минута иза главне групе. Педерсен је Омлоп завршио на 112 мјесту, а 2020. је освојио Гент—Вевелгем.
Насен и Ван Авермат били су лидери АГ2Р ситроена. Ван Авермат је освојио Омлоп 2016. и 2017. као и Париз—Рубе 2017. Омлоп 2021. завршио је у водећој групи, на 32 мјесту, док је последњу побједу остварио на Гран при сајклисте де Монтреалу 2019. Насен није освојио ниједан велики класик у каријери прије трке, а завршио је на подијуму на Милано—Санрему, Гент—Вевелгему и Е3 Харелбекеу. Омлоп 2021. завршио је у главној групи, као Ван Авермат, на 19 мјесту. Инеос гренадирс су предводили Ђани Москон и Том Пидкок. Москон је 2020. дисквалификован са Кирна због тога што је бацио бицикл након пада, послије чега је пред камерама поцијепао број. Пидкок је дебитовао у сениорској конкуренцији, након што је у јуниорској и у конкуренцији до 23 године освојио Ђиро д’Италију и Париз—Рубе. За тим је возио и Овен Дул, који је трку 2019. завршио на другом мјесту.
Матео Трентин и Александер Кристоф су предводили УАЕ тим Емирејтс. Кристоф је освојио Шелдепрајс и Ронде ван Фландерен 2015. године, док је исте године Милано—Санремо завршио на другом мјесту. Године 2020. завршио је Ронде ван Фландерен и Кирн на трећем мјесту, а Омлоп 2021. завршио је на 58 мјесту, након што је морао да мијења точак на 2 km до циља због пада у групи, док је био у водећој групи и могао је да се бори за побједу. Трентин је завршио Гент—Вевелгем 2020. на трећем мјесту, док је Омлоп 2021. завршио на осмом мјесту, а Кирн 2020. није завршио. Сеп Ванмарке је био лидер Израел старт ап нејшона; освојио је Омлоп 2012. а три пута је завршио на трећем мјесту, укључујући и трку 2021. дан прије Кирна, који је завршио на трећем мјесту 2014. године, када је такође Ронде ван Фландерен завршио на трећем мјесту. Бајк ексчејнџ су предводили Лук Дарбриџ, Роберт Станард и Амон Грендал Јенсен, који је дебитовао за тим, док су Тотал директ енержи предводили Едвалд Босон Хаген и Ники Терпстра. Босон Хаген је завршио Омлоп на трећем мјесту 2014. године, а освојио је Гент—Вевелгем 2009. године, док је Терпстра освојио Париз—Рубе 2014. и Ронде ван Фландерен 2018. У тиму је такође возио и спринтер — Ентони Тиржис, који је Ронде ван Фландерен 2020. завршио на четвртом мјесту.
Бахреин—викторијус су предводили Сони Колбрели, Дилан Тунс и Хајнрих Хауслер. Хауслер је завршио Омлоп, дан раније, на четвртом мјесту, док је Колбрели пао на 54  до циља и испао је из борбе за побједу. Брајан Кокар је предводио ББ хотел—Витал консепт, док је Нилс Полит предводио Бору у одсуству Петера Сагана, који је био позитиван на корона вирус. Астану су предводили Алекс Аранбуру и Фабио Фелине, док су Групаму—ФДЈ предводили Демар и Кинг. Кинг је 2020. завршио Бинкбанк тур и вожњу на хронометар на Свјетском првенству на трећем мјесту и Гент—Вевелгем на петом мјесту, док је 2019. завршио друмску трку на Свјетском првенству на трећем мјесту. Демар је освојио Милано—Санремо 2016. године, док је 2020. остварио 12 побједа, а за тим је возио и Кевин Женије, који је претходно завршио Омлоп на деветом мјесту, док Џеки Стјуарт, који је завршио Омлоп на трећем мјесту, није возио.

## Преглед трке
Прије почетка трке објављено је да Чарли Квартерман неће возити због повреда које је задобио у паду на Омлопу, дан раније. Око 11 сати почели су да долазе тимски аутобуси, када је почело и потписивање возача прије почетка трке. Први су стигли аутобуси Инеоса и Групаме, а окупљање навијача било је забрањено, због мјера против корона вируса. Трка је стартовала у 12.00 часова, а већ послије неколико километара Силван Дилијер је морао да мијења бицикл. На 180 km до циља у бијег су отишли Маћјеј Боднар, Патрик Гампер, Лудвиг де Винтер и Артјом Захаров, који су брзо стекли минут предности, након чега су из главне групе напали Том Паке и Јонас Иверсби Хвидеберг. Послије само 8 km бјегунци су стекли три и по минута предности испред главне групе, док су Паке и Хвидеберг заостајали 35 секунди.
Паке и Хвидеберг су достигли бјегунце на 168 km до циља, а предност је порасла на преко пет минута испред главне групе. Боднар је био најстарији у бијегу са 35 година, а побиједио је на једној етапи на Тур де Франсу, док је његов сувозач из Боре — Гампер, прешао у ворлд тур 2020. Захаров је био национални шампион 2017. године, Де Винтер није возио од Ронде ван Фландерена 2020. док су Паке са 21 и Хвидеберг са 22 године били најмлађи у бијегу. На 160 km до циља предност је порасла на шест минута, након чега је почела да опада када је тим УАЕ изашао на чело групе. Тим Декунинк—Квик-степ је изашао на чело групе на 131 km до циља, док су при врху били и спринтери — Кокар, Дегенколб и Демар. Предност је поново порасла на шест минута, а на 113 km до циља десио се пад у групи, у којем је учествовао возач тима ДСМ. Оливиеро Троја из тима УАЕ, склонио се са чела групе, гдје је провео већину времена и повукао се са трке, а убрзо се повукао и Шимон Сајнок из Кофидиса.
На 98 km до циља предност бјегунаца пала је на мање од пет минута, а Алпесин—феникс је изашао на чело групе. На 83 km до циља предност је пала на три и по минута, након чега је Ван дер Пул напао, а пратио га је једино Хонатан Нарваез из Инеоса. На 81 km до циља, на почетку Кројсберга, стекли су 25 секунди предности, након чега је Виктор Кампенартс напао из главне групе, док је Боднар отпао из бијега, радећи претходно већину времена на челу, за Гампера. На 73 km до циља, на уласку у кривину, пас је истрчао испред главне групе, али је власник кренуо за њим и ухватио га неколико секунди прије него што је група наишла. Бјегунци су стекли 40 секунди предности, након чега је Ван дер Пул имао механичких проблема, али је морао да настави јер тимски аутомобил није могао да дође до њега када је разлика између двије групе мања од минут. Њих двојица су стекли 57 секунди предности, а група је достигла Кампенартса. По равном, предност је пала на 45 секунди, а на чело групе су изашли Квик-степ, ББ хотел и Бора, након чега је предност поново порасла на минут на успону Коте ди Тре. Предност испред главне групе је порасла на минут и 12 секунди, док је заостатак за бјегунцима пао на 53 секунде, након чега је Џенте Бирманс из Израел старт ап нејшона напао из главне групе на Ауде Кваремонту.
На 66 km до циља, Демар и Кинг, из тима Групама—ФДЈ, отпали су из групе, док су на челу радили Лото—судал и Бора. Де Винтер је напао у бијегу, а Ван дер Пул и Нарваез су достигли остале бјегунце на врху Кваремонта, а предност испред главне групе порасла је на минут и 40 секунди. На 62 km до циља Стојвен је напао из главне групе; Асгрен и Дегенколб су реаговали, након чега их је достигао и Трентин, којег је пратило око 15 возача, док су Педерсен и Дарбриџ били на зачељу. Де Винтер је достигнут на 56 km до циља, а предност је пала на минут и пет секунди. Ван дер Пул је поново напао на 54  до циља, а једино су га пратили Нарваез и Хвидеберг. Дегенколб је напао из главне групе на последњем успону, али је достигнут, након чега је Дилан Тунс напао и направио је неколико секунди предности на врху успона. На 52 km до циља предност је пала на 47 секунди, а Гампер и Захаров су се вратили у прву групу. Ван Авермат и Асгрен су радили на челу друге групе и Тунс је достигнут. Дегенколб је покушавао да организује рад на смјену у групи, а Клемент Русо је скоро пао на кривини, због чега је имао механичких проблема. Главна група је била подијељена на пет група, Том Пидкок и Кокар су били у другој групи која је била 50 секунди иза групе у којој су били Ван Авермат, Дегенколб, Стојвен и Асгрен, док су Демар и Кристоф били још даље иза.
На 34 km до циља Трентин је напао, пратили су Асгрен, Ван Авермат и Тунс, а предност бјегунаца је пала на 35 секунди. Трентин је достигнут, а предност бјегунаца је пала на 20 секунди јер је Ван дер Пул био скоро све вријеме на челу. Трентин је напао поново, али су га пратили. Бахреин је радио за Колбрелија у главној групи, која је заостајала 53 секунде, а ту су били и Хауслер и Педерсен, док су Демар и Кристоф заостајали иза групе. На 18 km до циља главна група је стигла на пет секунди иза групе у којој је био Трентин, након чега је Ван Авермат напао. Након напада, заостатак главне групе је порастао на десет секунди, док је предност бјегунаца испред друге групе пала на 15 секунди. На 11,7 km до циља, двије групе су се спојиле, а предност бјегунаца је пала на десет секунди, послије чега су и остали возачи из бијега почели да раде и помажу Ван дер Пулу и предност је порасла брзо на 16 секунди.
Лото и Бахреин су радили на челу групе, али је предност порасла на 18 секунди. На 7,5 km до циља предност је порасла на 22 секунде, а Тунс је радио на челу константно. Предност је прво пала на 17 секунди, а затим је порасла на 20, јер су у бијегу сви радили, а у главној групи су радили само Тунс и Фредерик Фрисон, након чега је, на 4 km до циља, Кубека асос изашла на чело групе. Асгрен је напао на 3,7 km до циља, Хауслер га је пратио, а Кокару се пробушила гума, због чега је отпао из групе. Предност је пала на само десет секунди, а на 1,7 km до циља, бјегунци су достигнути. Серен Краг Андерсен је напао одмах по достизању, направио је малу разлику, али га је достигао прво Хауслер, а затим и остали, након чега је поново напао на 1,3 km до циља, али су остали пратили. Стојвен је предводио Педерсена, који је први почео да спринта, на 175 метара до циља и побиједио је испред Тиржиса и Пидкока. Трентин је завршио на четвртом мјесту, Бирманс на петом, Колбрели на шестом, Полит на седмом, Ван Авермат на осмом, Ван Лерберге на деветом и Ерик Нордсетер на десетом. Друга група, коју је одспринтао Демар, дошла је на циљ минут и 48 секунди иза Педерсена, а у спринту, приликом додира точковима, Силван Дилијер је једини пао и поломио је кључну кост, што му је био трећи лом у три године.
Након побједе, Педерсен је рекао да нису хтјели да заврше као дан раније, изјавивши: „увијек пустите ноге да говоре и не смишљајте луде изговоре.“ Тиржис је изјавио да је изабрао праву страну за спринт и да је то био најбољи резултат у његовој каријери, док је Пидкок изјавио да је користио главу више него на Омлопу и да му је то помогло да заврши на подијуму, иако није био толико јак.

## Резултати
Трку је стартовало 174 возача, након што се Чарли Квартерман повукао прије почетка трке због повреде. Завршило је 114 возача.
| Позиција | Возач                 | Тим                             | Вријеме     |
| -------- | --------------------- | ------------------------------- | ----------- |
| 1        | Мадс Педерсен         | Трек–сегафредо                  | 4 с 37' 04" |
| 2        | Ентони Тиржис         | Тотал директ енержи             | + 0"        |
| 3        | Том Пидкок            | Инеос гренадирс                 | + 0"        |
| 4        | Матео Трентин         | УАЕ тим Емирејтс                | + 0"        |
| 5        | Џенте Бирманс         | Израел старт ап нејшон          | + 0"        |
| 6        | Сони Колбрели         | Бахреин–викторијус              | + 0"        |
| 7        | Нилс Полит            | Бора–ханзгро                    | + 0"        |
| 8        | Грег ван Авермат      | АГ2Р ситроен                    | + 0"        |
| 9        | Берт ван Лерберге     | Декунинк—Квик-степ              | + 0"        |
| 10       | Ерик Нордсетер        | Уно—Х про сајклинг              | + 0"        |
| 11       | Иде Шелинг            | Бора–ханзгро                    | + 0"        |
| 12       | Метју ван дер Пул     | Алпесин—феникс                  | + 0"        |
| 13       | Димитри Клејс         | Кубека асос                     | + 0"        |
| 14       | Маркус Хелгард        | Уно—Х про сајклинг              | + 0"        |
| 15       | Амонд Грендал Јансен  | Бајк ексчејнџ                   | + 0"        |
| 16       | Оливер Насен          | АГ2Р ситроен                    | + 0"        |
| 17       | Џон Дегенколб         | Лото—судал                      | + 0"        |
| 18       | Јонас Хвидеберг       | Уно—Х про сајклинг              | + 0"        |
| 19       | Арјен Ливинс          | Бенгол ВБ                       | + 0"        |
| 20       | Стефан Кинг           | Групама—ФДЈ                     | + 0"        |
| 21       | Тиш Бенот             | ДСМ                             | + 0"        |
| 22       | Јаспер Стојвен        | Трек–сегафредо                  | + 0"        |
| 23       | Лукаш Висниовски      | Кубека асос                     | + 0"        |
| 24       | Том Паке              | Бенгол ВБ                       | + 0"        |
| 25       | Фредерик Фрисон       | Лото—судал                      | + 0"        |
| 26       | Артјом Захаров        | Астана премијер тех             | + 0"        |
| 27       | Михал Гегл            | Кубека асос                     | + 0"        |
| 28       | Серен Краг Андерсен   | ДСМ                             | + 0"        |
| 29       | Хонатан Нарваез       | Инеос гренадирс                 | + 0"        |
| 30       | Дилан Тунс            | Бахреин–викторијус              | + 0"        |
| 31       | Маћјеј Боднар         | Бора–ханзгро                    | + 9"        |
| 32       | Хајнрих Хауслер       | Бахреин–викторијус              | + 13"       |
| 33       | Патрик Гампер         | Бора–ханзгро                    | + 13"       |
| 34       | Каспер Асгрен         | Декунинк—Квик-степ              | + 16"       |
| 35       | Марко Халер           | Бахреин–викторијус              | + 49"       |
| 36       | Лук Дарбриџ           | Бајк ексчејнџ                   | + 1' 21"    |
| 37       | Арно Демар            | Групама—ФДЈ                     | + 1' 48"    |
| 38       | Тим Мерлије           | Алпесин—феникс                  | + 1' 48"    |
| 39       | Дени ван Попел        | Интермарш—ванти—гобер материокс | + 1' 48"    |
| 40       | Александер Кристоф    | УАЕ тим Емирејтс                | + 1' 48"    |
| 41       | Амори Капио           | Аркеа—самсик                    | + 1' 48"    |
| 42       | Руди Барбиер          | Израел старт ап нејшон          | + 1' 48"    |
| 43       | Нилс Екхоф            | ДСМ                             | + 1' 48"    |
| 44       | Пит Алежер            | Кофидис                         | + 1' 48"    |
| 45       | Карлос Барберо        | Кубека асос                     | + 1' 48"    |
| 46       | Роберт Станард        | Бајк ексчејнџ                   | + 1' 48"    |
| 47       | Линдзи де Вилдер      | Спорт Фландерен—белоис          | + 1' 48"    |
| 48       | Кристофер Халворсен   | Уно—Х про сајклинг              | + 1' 48"    |
| 49       | Том ван Асброк        | Израел старт ап нејшон          | + 1' 48"    |
| 50       | Алекс Аранбуру        | Астана премијер тех             | + 1' 48"    |
| 51       | Данијел Меклеј        | Аркеа—самсик                    | + 1' 48"    |
| 52       | Горка Изагире         | Астана премијер тех             | + 1' 48"    |
| 53       | Јенс Кеукелер         | ЕФ едукејшен—нипо               | + 1' 48"    |
| 54       | Штајн Стилс           | Декунинк—Квик-степ              | + 1' 48"    |
| 55       | Рамон Синкелдам       | Групама—ФДЈ                     | + 1' 48"    |
| 56       | Јаник Стелме          | Декунинк—Квик-степ              | + 1' 48"    |
| 57       | Камил Градек          | Вини забу—брадо—КТМ             | + 1' 48"    |
| 58       | Фабио Фелине          | Астана премијер тех             | + 1' 48"    |
| 59       | Жемпи Дракер          | Кофидис                         | + 1' 48"    |
| 60       | Иго Офстетер          | Израел старт ап нејшон          | + 2' 44"    |
| 61       | Вегард Стаке Ленген   | УАЕ тим Емирејтс                | + 1' 48"    |
| 62       | Јонас Рикерт          | Алпесин—феникс                  | + 1' 48"    |
| 63       | Гијом Бовен           | Израел старт ап нејшон          | + 1' 48"    |
| 64       | Марк Падун            | Бахреин–викторијус              | + 1' 56"    |
| 65       | Данијел Ос            | Бора–ханзгро                    | + 1' 56"    |
| 66       | Виктор Кампенартс     | Кубека асос                     | + 1' 59"    |
| 67       | Ив Лампар             | Декунинк—Квик-степ              | + 2' 02"    |
| 68       | Себастијан Лангевелд  | ЕФ едукејшен—нипо               | + 2' 05"    |
| 69       | Тако ван дер Хорн     | Интермарш—ванти—гобер материокс | + 2' 12"    |
| 70       | Брајан Кокар          | ББ хотел—Витал консепт          | + 4' 52"    |
| 71       | Едвард Тунс           | Трек–сегафредо                  | + 4' 52"    |
| 72       | Ентони Жилијен        | АГ2Р ситроен                    | + 4' 52"    |
| 73       | Јеле Валајс           | Кофидис                         | + 4' 52"    |
| 74       | Тим Веленс            | Лото—судал                      | + 4' 52"    |
| 75       | Томас Буда            | Аркеа—самсик                    | + 4' 52"    |
| 76       | Лоренцо Манзен        | Тотал директ енержи             | + 4' 52"    |
| 77       | Мајлс Скотсон         | Групама—ФДЈ                     | + 4' 52"    |
| 78       | Андреа Пасквалон      | Интермарш—ванти—гобер материокс | + 4' 52"    |
| 79       | Алекс Едмондсон       | Бајк ексчејнџ                   | + 4' 52"    |
| 80       | Сирил Лемоан          | ББ хотел—Витал консепт          | + 4' 52"    |
| 81       | Јорди Меус            | Бора–ханзгро                    | + 4' 52"    |
| 82       | Кристоф Јул Јенсен    | Бајк ексчејнџ                   | + 4' 52"    |
| 83       | Рајан Гибонс          | УАЕ тим Емирејтс                | + 4' 52"    |
| 84       | Оскар Рисебек         | Алпесин—феникс                  | + 4' 52"    |
| 85       | Станислав Аниолковски | Бенгол ВБ                       | + 4' 52"    |
| 86       | Овен Дул              | Инеос гренадирс                 | + 4' 52"    |
| 87       | Бенџамин Пери         | Астана премијер тех             | + 4' 52"    |
| 88       | Андреас Стокбро       | Кубека асос                     | + 4' 52"    |
| 89       | Каспер Педерсен       | ДСМ                             | + 4' 52"    |
| 90       | Кевин Женије          | Групама—ФДЈ                     | + 4' 52"    |
| 91       | Андреас Лекнесунд     | ДСМ                             | + 4' 52"    |
| 92       | Гејс ван Хуке         | АГ2Р ситроен                    | + 4' 52"    |
| 93       | Расмус Тилер          | Уно—Х про сајклинг              | + 4' 52"    |
| 94       | Андрес Скарсет        | Уно—Х про сајклинг              | + 4' 52"    |
| 95       | Марко Маркато         | УАЕ тим Емирејтс                | + 4' 52"    |
| 96       | Лоренц Рекс           | Бенгол ВБ                       | + 4' 52"    |
| 97       | Алваро Одег           | Декунинк—Квик-степ              | + 8' 03"    |
| 98       | Здењек Штибар         | Декунинк—Квик-степ              | + 8' 03"    |
| 99       | Етијен ван Емпел      | Вини забу—брадо—КТМ             | + 8' 03"    |
| 100      | Том Боли              | Кофидис                         | + 8' 03"    |
| 101      | Вард Ванхок           | Спорт Фландерен—белоис          | + 8' 03"    |
| 102      | Арне Марит            | Спорт Фландерен—белоис          | + 8' 03"    |
| 103      | Брам Велтен           | Аркеа—самсик                    | + 8' 03"    |
| 104      | Едвард Планкерт       | Алпесин—феникс                  | + 8' 03"    |
| 105      | Свен Ерик Бистрем     | УАЕ тим Емирејтс                | + 8' 03"    |
| 106      | Лукас Постлбергер     | Бора—ханзгро                    | + 8' 03"    |
| 107      | Тимоти Дупон          | Бенгол ВБ                       | + 8' 03"    |
| 108      | Борис Вале            | Бенгол ВБ                       | + 8' 03"    |
| 109      | Јулијус ван дер Берг  | ЕФ едукејшен—нипо               | + 8' 03"    |
| 110      | Жилијен Морис         | ББ хотел—Витал консепт          | + 8' 03"    |
| 111      | Фабијан Ленард        | Групама—ФДЈ                     | + 8' 03"    |
| 112      | Јонас ван Генехтен    | ББ хотел—Витал консепт          | + 8' 03"    |
| 113      | Сандер Арме           | Кубека асос                     | + 8' 03"    |
| 114      | Лудвиг де Винтер      | Интермарш—ванти—гобер материокс | + 8' 03"    |
| —        | Леонардо Басо         | Инеос гренадирс                 |             |
| —        | Клемент Русо          | Аркеа—самсик                    |             |
| —        | Ђани Москон           | Инеос гренадирс                 |             |
| —        | Јенс Рејндерс         | Спорт Фландерен—белоис          |             |
| —        | Том Девринт           | Интермарш—ванти—гобер материокс |             |
| —        | Андре Карваљо         | Кофидис                         |             |
| —        | Жофри Суп             | Тотал директ енержи             |             |
| —        | Флоријан Вермерш      | Лото–судал                      |             |
| —        | Лионел Таминиаукс     | Алпесин—феникс                  |             |
| —        | Марко Фрапорти        | Вини забу—брадо—КТМ             |             |
| —        | Тобијас Лудвигсон     | Групама—ФДЈ                     |             |
| —        | Николо Бонифацио      | Тотал директ енержи             |             |
| —        | Јакоб Еголм           | Трек–сегафредо                  |             |
| —        | Мануеле Боаро         | Астана премијер тех             |             |
| —        | Кристоф Лапорт        | Кофидис                         |             |
| —        | Жилијен Дивал         | АГ2Р ситроен                    |             |
| —        | Стивен Вилијамс       | Бахреин—викторијус              |             |
| —        | Давиде Мартинели      | Астана премијер тех             |             |
| —        | Силван Дилијер        | Алпесин—феникс                  |             |
| —        | Симоне Бевилаква      | Вини забу—брадо—КТМ             |             |
| —        | Марсел Сиберг         | Бахреин–викторијус              |             |
| —        | Саша Вемес            | Спорт Фландерен—белоис          |             |
| —        | Алекс Хирш            | Трек–сегафредо                  |             |
| —        | Морено Хофланд        | ЕФ едукејшен—нипо               |             |
| —        | Стефано Олдани        | Лото–судал                      |             |
| —        | Дрис ван Гестел       | Тотал директ енержи             |             |
| —        | Фабио ван ден Бош     | Спорт Фландерен—белоис          |             |
| —        | Мадс Вирц Шмит        | Израел старт ап нејшон          |             |
| —        | Дион Смит             | Бајк ексчејнџ                   |             |
| —        | Маркус Пајур          | Аркеа—самсик                    |             |
| —        | Давиде Орико          | Вини забу—брадо—КТМ             |             |
| —        | Бој ван Попел         | Интермарш—ванти—гобер материокс |             |
| —        | Едвалд Босон Хаген    | Тотал директ енержи             |             |
| —        | Жереми Лекро          | ББ хотел—Витал консепт          |             |
| —        | Том Скули             | ЕФ едукејшен—нипо               |             |
| —        | Берт де Бакер         | ББ хотел—Витал консепт          |             |
| —        | Јенс Дебусхере        | ББ хотел—Витал консепт          |             |
| —        | Итан Хејтер           | Инеос Гренадирс                 |             |
| —        | Конор Свифт           | Аркеа—самсик                    |             |
| —        | Калум Скотсон         | Бајк ексчејнџ                   |             |
| —        | Серен Венешјолд       | Уно—Х про сајклинг              |             |
| —        | Питер Ванспејбрук     | Интермарш—ванти—гобер материокс |             |
| —        | Марко Бренер          | ДСМ                             |             |
| —        | Јакуб Маречко         | Вини забу—брадо—КТМ             |             |
| —        | Мичел Докер           | ЕФ едукејшен—нипо               |             |
| —        | Гернен Тејсен         | Лото–судал                      |             |
| —        | Андреас Крон          | Лото–судал                      |             |
| —        | Ники Терпстра         | Тотал директ енержи             |             |
| —        | Рајан Мулен           | Трек–сегафредо                  |             |
| —        | Сеп Ванмарке          | Израел старт ап нејшон          |             |
| —        | Михал Голаш           | Инеос гренадирс                 |             |
| —        | Марк Соро             | АГ2Р ситроен                    |             |
| —        | Лоренс Насен          | АГ2Р ситроен                    |             |
| —        | Џоел Сутер            | Бенгол ВБ                       |             |
| —        | Жил де Вилд           | Спорт Фландерен—белоис          |             |
| —        | Макс Кантер           | ДСМ                             |             |
| —        | Јоаб Шнајтер          | Вини забу—брадо—КТМ             |             |
| —        | Јонас Риш             | ЕФ едукејшен—нипо               |             |
| —        | Оливеиро Троја        | УАЕ тим Емирејтс                |             |
| —        | Шимон Сајнок          | Кофидис                         |             |
| —        | Чарли Квартерман      | Трек–сегафредо                  |             |

|  | Није завршио   |
|  | Није стартовао |